# مفطورة إغوانية
مفطورة إغوانية (بالإنجليزية: Mycoplasma iguanae)‏ هي نوع من البكتيريا، سلبية الغرام، تتبع المفطورة. تم استعادتها من خراجات في العمود الفقري للإغوانة الخضراء.